# Adam Kwasnik
Adam John Kwasnik (Sydney, 31 maggio 1983) è un ex calciatore australiano, di ruolo attaccante.

## Carriera
Kwasnik inizia a giocare nel Blacktown City Demons. Dopo aver militato in diverse società australiane, nel 2005 va al Central Coast Mariners, dove gioca per tre anni. Dopo un infelice stagione al Wellington Phoenix, ritorna ai Mariners, per poi essere ceduto in prestito prima al Chengdu Blades, poi di nuovo al Blacktown. Nel 2011 ritorna al Central Coast Mariners, dove milita tuttora.

## Palmarès

### Club

#### Competizioni nazionali
- Campionato australiano: 1

Central Coast Mariners: 2012-2013